# 允氏具志堅家
允氏具志堅家（いんうじぐしけんけ）は琉球王国の氏族の一つ。允顕徳・具志堅親雲上用易を元祖とする琉球士族。筑登之筋目。
允姓。太宗用易は崇禎11年（1638年）、親雲上に叙せられる。同12年、真和志間切り具志堅（現在の上間）の名島を賜り、具志堅を名乗る。
太宗用易は尚寧王と殷氏（仲松家）二世庸昌の長女真鶴金との間に生まれた子であるという口承が伝わる。
分家11世具志堅用正の五男用敬の次男がボクシングジュニアフライ級世界チャンピオン具志堅用高。

## 系譜
- 一世：允顕徳・具志堅親雲上用易

（姉）：真伊
- 二世：允長春・具志堅掟親雲上用懿

（弟：次男）允長栄・喜寿嘉親雲上用清（別有家譜）
- 三世：允維楨・具志堅筑登之親雲上

（弟：次男）用雪（叔父喜寿嘉親雲上用清の養子）
- 四世：允開祖・具志堅筑登之親雲上用次
- 五世：允廷琦・具志堅筑登之親雲上用松
- 六世：允思温・具志堅筑登之親雲上用常
- 七世：允○基・具志堅筑登之親雲上用祥
- 八世：允践仁・具志堅筑登之親雲上用充
- 九世：允興榮・具志堅筑登之親雲上用恵

（弟：次男）具志堅筑登之親雲上用施
（弟：三男）允興盛・具志堅筑登之親雲上用予
（弟：四男）允興茂・具志堅筑登之親雲上用給
（弟：五男）允興申/易・具志堅筑登之親雲上用思
（弟：六男）具志堅筑登之親雲上用錫
（弟：七男）具志堅筑登之親雲上用周
- 十世：允元英・具志堅筑登之用貞

（弟：次男）允元雄・用才
（弟：三男）用國